# Maddie W. Taylor
Maddie W. Taylor (nascut Matthew William Taylor, Flint, Michigan, Estats Units, 12 de juliol de 1966) és un comediant i actor estatunidenc amb una reeixida carrera tant en el vessant humorista com en el d'actor en pel·lícules, conegut per la seva veu de Verminious Snaptrap en T.U.F.F. Puppy I Sparky en The Fairly OddParents.

## Biografia
Mentre començava com a artista a la Sony Pictures Animation, Taylor va posar la seva veu a Deni, l'ànec boig, i Buddy, el blau porc espí, en la primera actuació completa Open Season, així com la veu d'Elliot en l'adaptació del vídeojoc, reemplaçant Ashton Kutcher. En les dues seqüeles de la pel·lícula, va reemplaçar Patrick Warburton en Open Season 2, i va reemplaçar Joel McHale com la veu d'Elliot en Open Season 3, abans de ser reemplaçat per Will Townsend en Open Season: Scared Silly.
El 2006, va posar les veus d'ADR per George W. Bush per l'episodi "Mystery of the Urinal Deuce" de "South Park, però no va ser inclòs en els crèdits.
Taylor va ser llançat en T.U.F.F. Puppy, com a Verminious Snaptrap i es va unir al repartiment de The Fairly OddParents, com a Sparky, el 2013, cap dels dos projectes van ser desenvolupats per Nickelodeon, sinó creats per Butch Hartman.
A finals de 2016, Taylor va posar la veu pel personatge interactiu, Gary la Gavina, per PlayStation VR.
El 2016, Taylor públicament va  sortir de l'armari com a trans dona.

## Filmografia

### Cinema
| Any  | Títol                                    | Paper                                              | Notes |
| ---- | ---------------------------------------- | -------------------------------------------------- | ----- |
| 2006 | The Very First Noel                      | Pastor, Caesar, Tax Man, ciutadà                   |       |
| 2006 | Open Season                              | Deni, Buddy                                        |       |
| 2007 | Bojos pel surf (Surf's Up)               | Glen's Buddy, Ivan                                 |       |
| 2007 | The Chubbchubbs Save Xmas                | Elf, ninot de neu, testimoni, mosca                |       |
| 2008 | Open Season 2                            | Ian, Deni, Buddy                                   |       |
| 2010 | Open Season 3                            | Elliot, Ian, Reilly, Buddy, Deni, veus addicionals |       |
| 2012 | Hotel Transsilvània (Hotel Transylvania) | veus addicionals                                   |       |
| 2013 | Cloudy with a Chance of Meatballs 2      |                                                    |       |
| 2015 | Open Season: Scared Silly                | No surt als crèdits                                |       |
| 2016 | Gary the Gull                            | Gary, Frank                                        |       |
| 2016 | The Angry Birds Movie                    | Hamilton Pig, Acrobat Pig                          |       |
| 2017 | Rock Dog                                 | veus addicionals                                   |       |

### Televisió
| Any          | Títol                 | Paper                                                                 | Notes                                                      |
| ------------ | --------------------- | --------------------------------------------------------------------- | ---------------------------------------------------------- |
| 2006         | South Park            | George W. Bush                                                        | no surt als crèdits Episodi: "Mystery of the Urinal Deuce" |
| 2010–15      | T.U.F.F. Puppy        | Verminious Snaptrap, Quacky the Duck, Mole, Mr. Wong, veus addicional |                                                            |
| 2013–present | The Fairly OddParents | Sparky, veus addicional                                               |                                                            |
| 2014         | Mixels                | Glomp, Hoogi                                                          | Episodi: "Mixed Up Special"                                |
| 2015         | Breadwinners          | Pizza Lord                                                            | Episodi: "Wrath of the Pizza Lord/Shrunken Ducks"          |
| 2016         | The Loud House        | Donnie                                                                | Episodi: "Toads and Tiaras/Two Boys and a Baby"            |

### Videojocs
| Any  | Títol                                 | Paper                        |
| ---- | ------------------------------------- | ---------------------------- |
| 2006 | Open Season                           | Elliot, Beaver #3, Porcupine |
| 2007 | Surf's Up                             | Reggie Belafonte, Elliot     |
| 2013 | Lightning Returns: Final Fantasy XIII | veus addicionals             |